# Gash-Barka
Gash-Barka é uma região (zoba) da Eritreia, sua capital é a cidade de Barentu. Por esta região se passam dois importantes rios eritreus: Gash e Barka.